# Avricourt (Meurthe-et-Moselle)
Pour les articles homonymes, voir Avricourt.
Avricourt est une commune française située dans le département de Meurthe-et-Moselle en région Grand Est.

## Géographie
Le territoire de la commune est limitrophe de trois communes et une quatrième, Foulcrey, y touche au sud-est. Les communes d'Avricourt (Moselle) et Foulcrey se trouvent dans le département voisin de la Moselle.  
|             | Avricout Moselle               |                  |
|             | Avricourt (Meurthe-et-Moselle) |                  |
| Amenoncourt | Igney                          | Foulcrey Moselle |

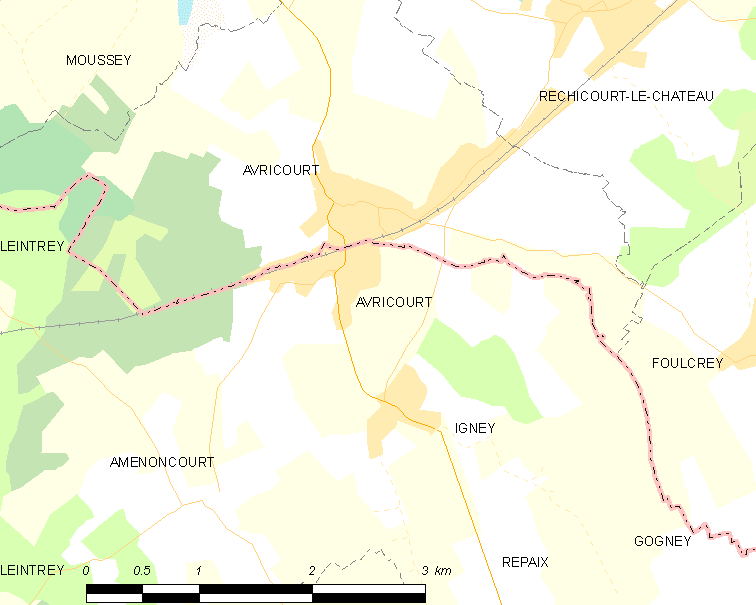
Plan de la commune.
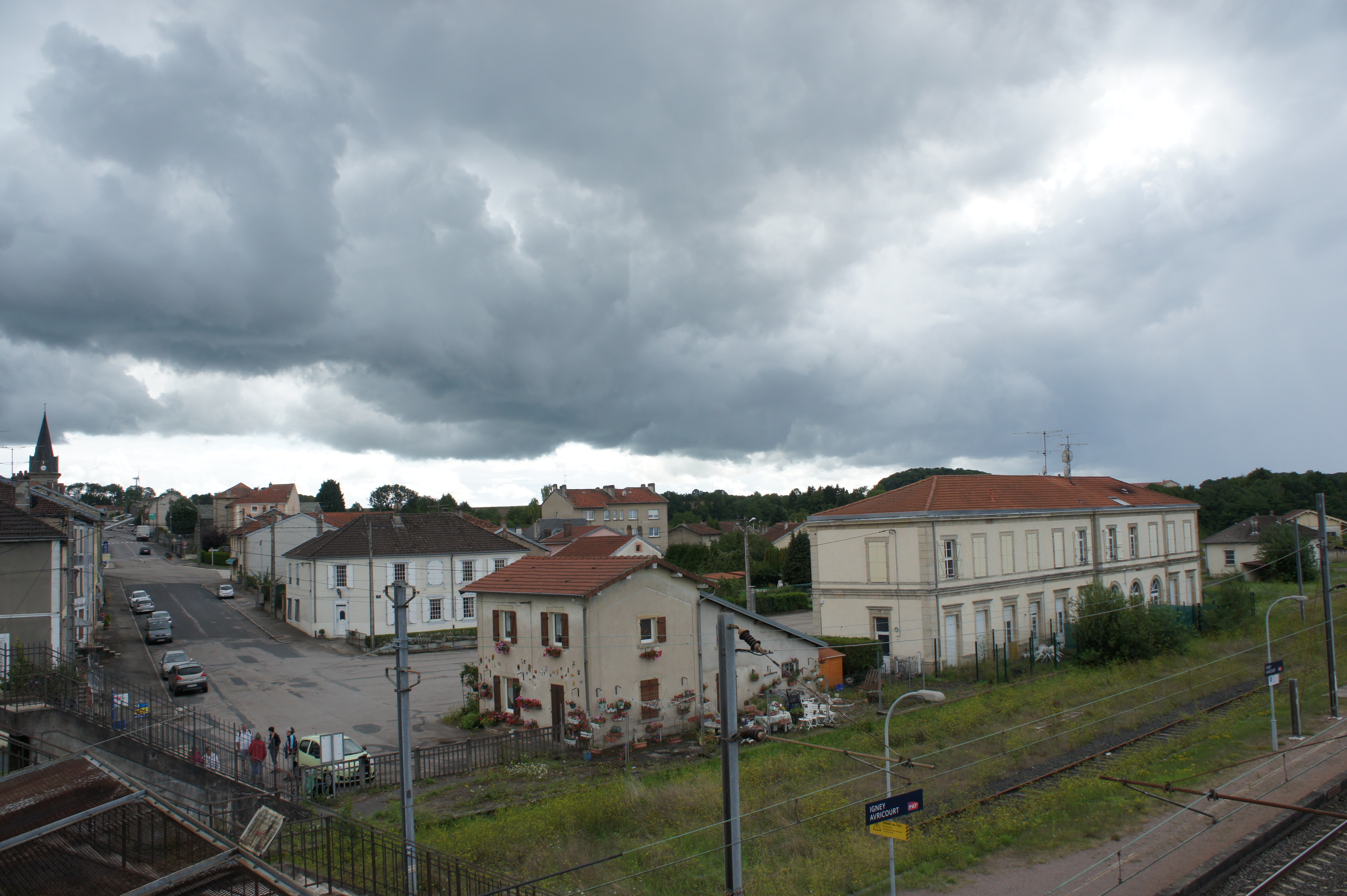
Vue générale d'Avricourt (54).
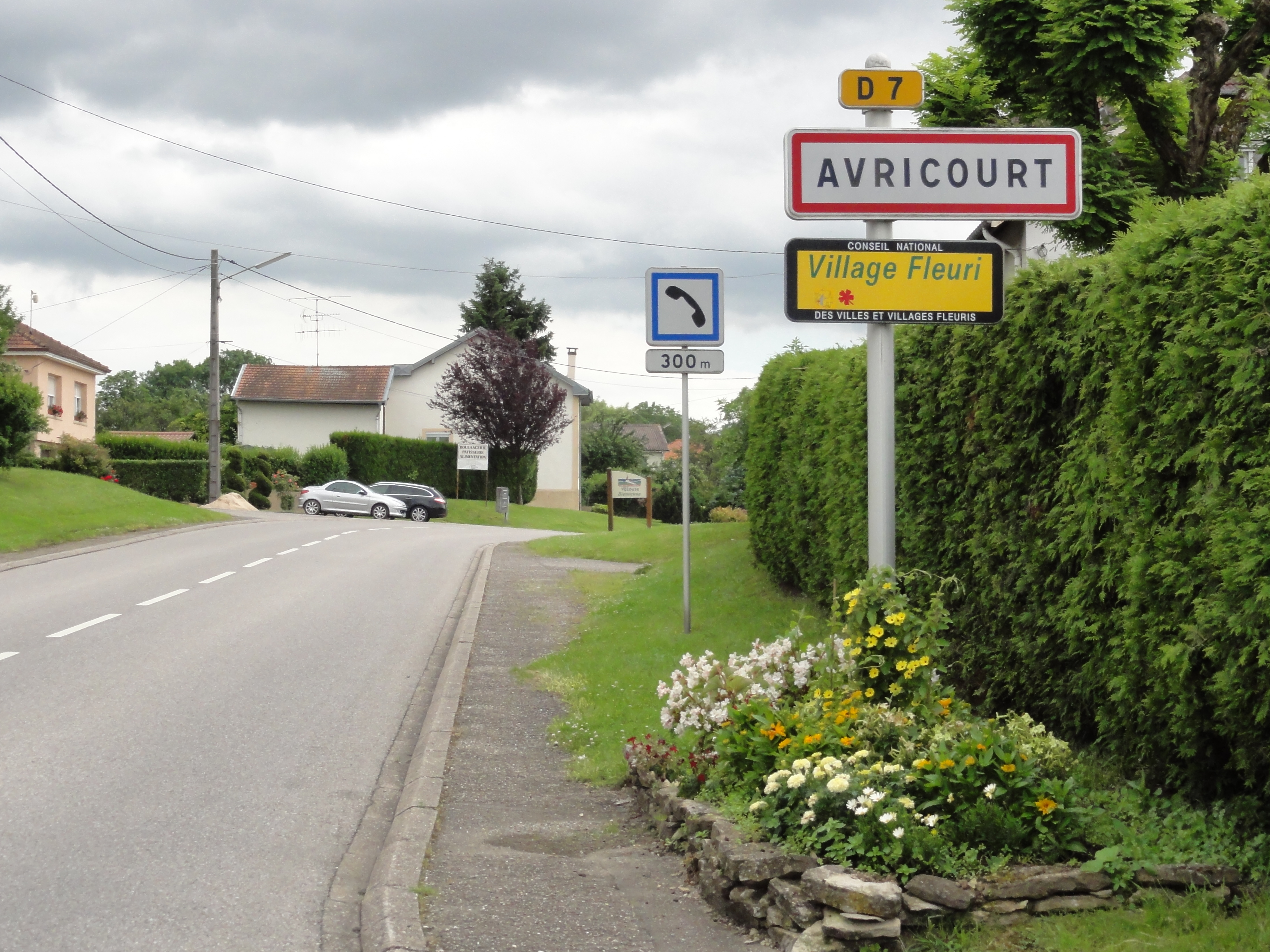
Entrée d'Avricourt (54).
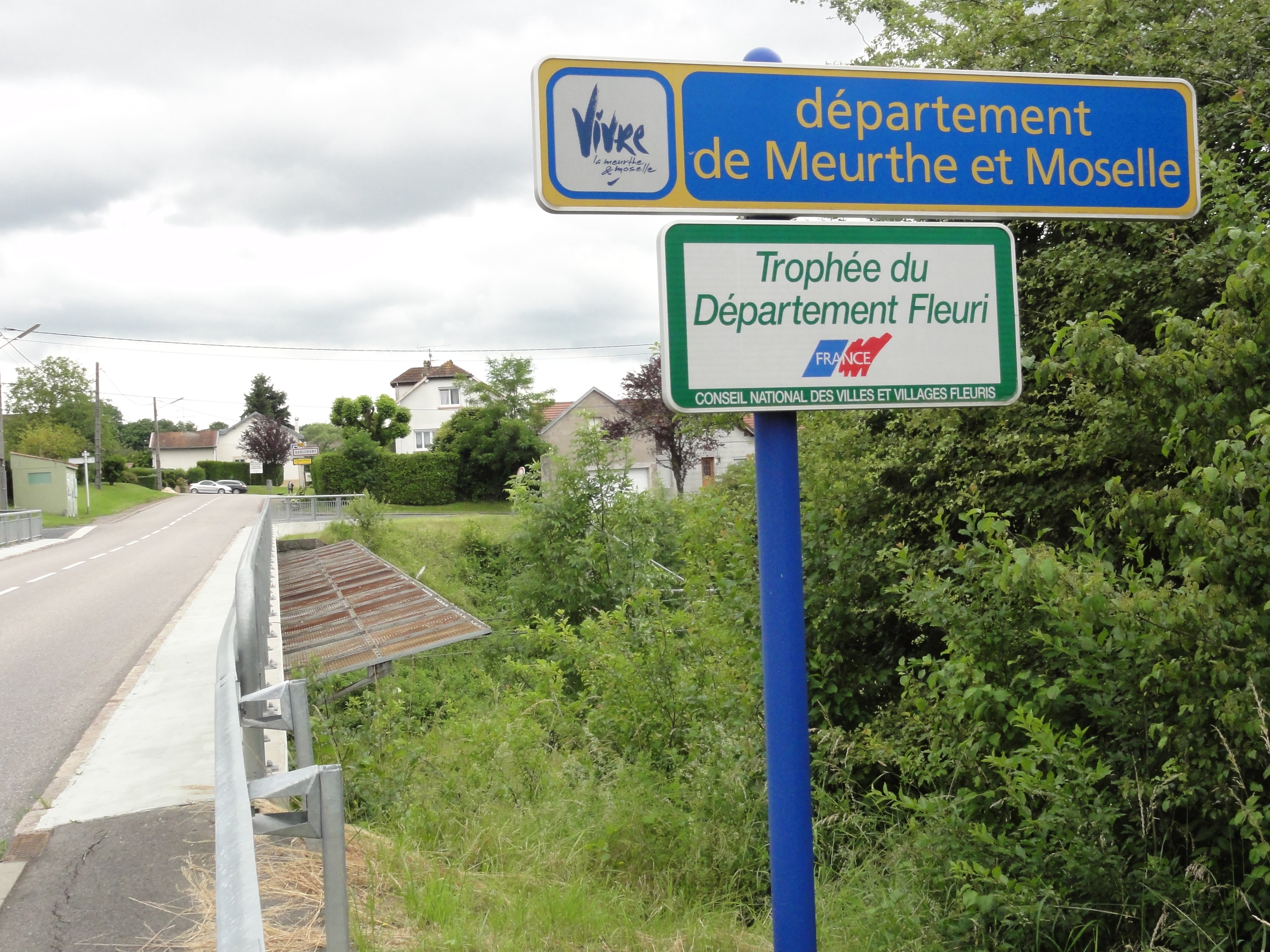
Limite du département de Meurthe-et-Moselle à Avricourt (54).

### Hydrographie
La commune est dans le bassin versant du Rhin au sein du bassin Rhin-Meuse. Elle n'est drainée par aucun cours d'eau,.

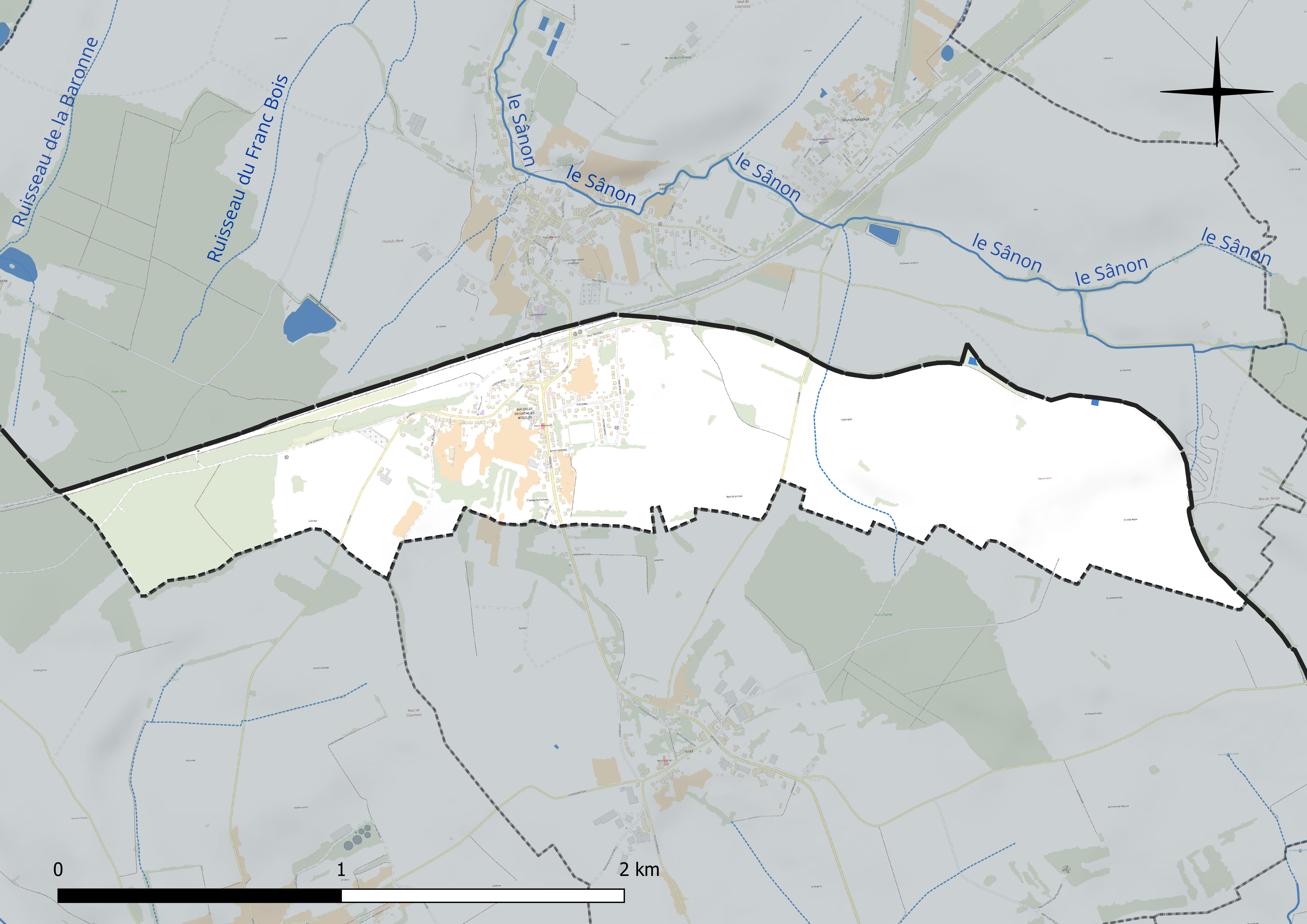
Réseau hydrographique d'Avricourt.

### Climat
Pour des articles plus généraux, voir Climat du Grand Est et Climat de Meurthe-et-Moselle.
En 2010, le climat de la commune est de type climat des marges montargnardes, selon une étude du Centre national de la recherche scientifique s'appuyant sur une série de données couvrant la période 1971-2000. En 2020, Météo-France publie une typologie des climats de la France métropolitaine dans laquelle la commune est exposée à un climat semi-continental et est dans la région climatique Vosges, caractérisée par une pluviométrie très élevée (1 500 à 2 000 mm/an) en toutes saisons et un hiver rude (moins de 1 °C).
Pour la période 1971-2000, la température annuelle moyenne est de 9,6 °C, avec une amplitude thermique annuelle de 16,8 °C. Le cumul annuel moyen de précipitations est de 966 mm, avec 12,4 jours de précipitations en janvier et 10 jours en juillet. Pour la période 1991-2020, la température moyenne annuelle observée sur la station météorologique de Météo-France la plus proche, « St Maurice », sur la commune de Saint-Maurice-aux-Forges à 15 km à vol d'oiseau, est de 10,5 °C et le cumul annuel moyen de précipitations est de 837,4 mm. 
La température maximale relevée sur cette station est de 39,2 °C, atteinte le 25 juillet 2019 ; la température minimale est de −19,9 °C, atteinte le 1er mars 2005,,.
Les paramètres climatiques de la commune ont été estimés pour le milieu du siècle (2041-2070) selon différents scénarios d'émission de gaz à effet de serre à partir des nouvelles projections climatiques de référence DRIAS-2020. Ils sont consultables sur un site dédié publié par Météo-France en novembre 2022.

## Urbanisme

### Typologie
Au 1er janvier 2024, Avricourt est catégorisée commune rurale à habitat dispersé, selon la nouvelle grille communale de densité à sept niveaux définie par l'Insee en 2022.
Elle est située hors unité urbaine. Par ailleurs la commune fait partie de l'aire d'attraction de Sarrebourg, dont elle est une commune de la couronne,. Cette aire, qui regroupe 87 communes, est catégorisée dans les aires de 50 000 à moins de 200 000 habitants,.

### Occupation des sols
L'occupation des sols de la commune, telle qu'elle ressort de la base de données européenne d’occupation biophysique des sols Corine Land Cover (CLC), est marquée par l'importance des territoires agricoles (72,9 % en 2018), en diminution par rapport à 1990 (74 %). La répartition détaillée en 2018 est la suivante : terres arables (53,5 %), prairies (19,3 %), zones urbanisées (15,2 %), forêts (12 %). L'évolution de l’occupation des sols de la commune et de ses infrastructures peut être observée sur les différentes représentations cartographiques du territoire : la carte de Cassini (XVIIIe siècle), la carte d'état-major (1820-1866) et les cartes ou photos aériennes de l'IGN pour la période actuelle (1950 à aujourd'hui).

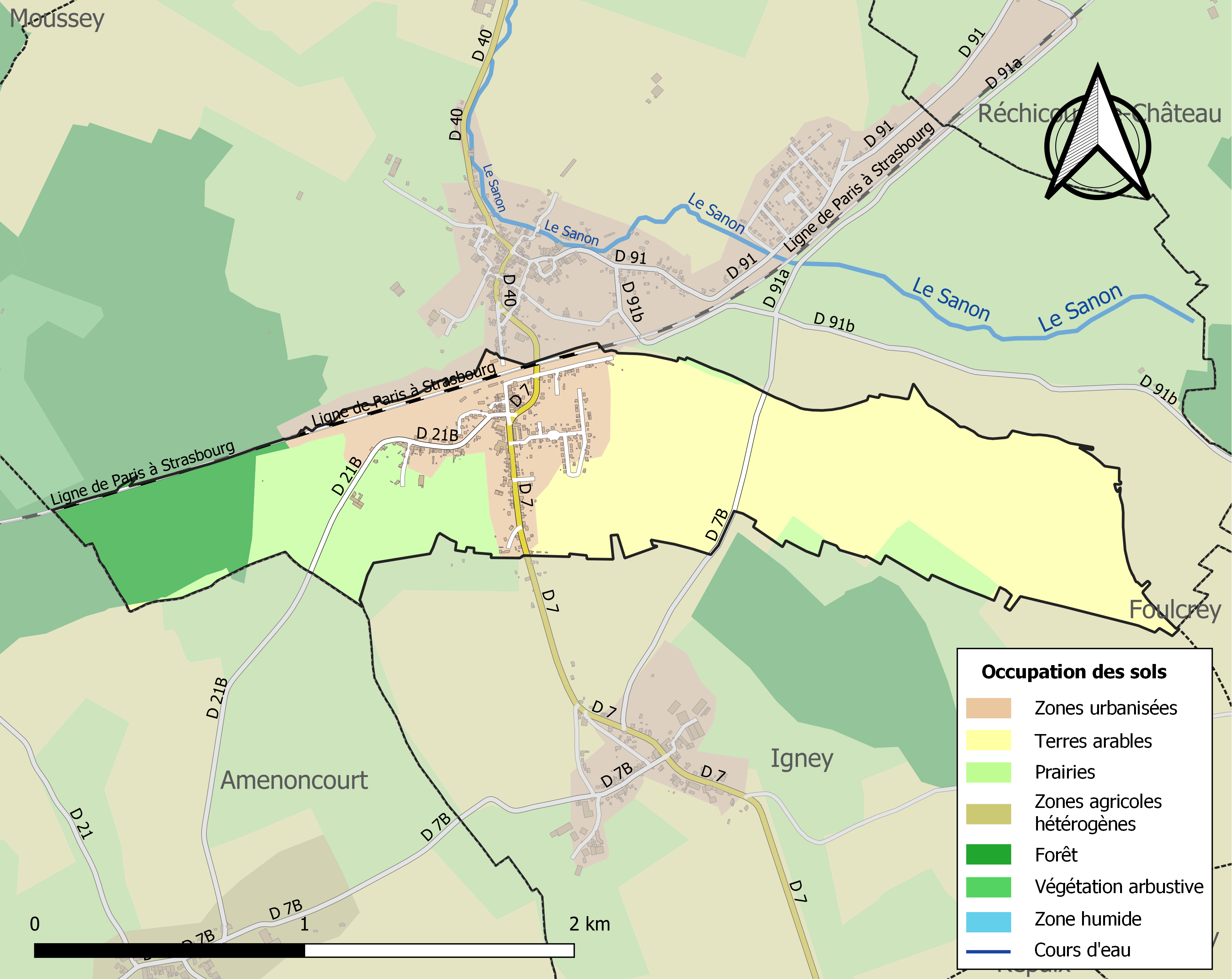
Carte des infrastructures et de l'occupation des sols de la commune en 2018 (CLC).

## Toponymie
Le nom de la localité est attesté sous les formes Alradicurtis (996-1018) ; Avricorth (1127-1168) ; Mafridus de Everocort (1182) ; Averoncort (1293) ; Alveroncourt (1432) ; Awroncort (1433) ; Avricour (1793) ; Avricourt (1801).

## Histoire
La partition d'Avricourt en 1871.
L'ancienne commune d'Avricourt faisait partie du département de la Meurthe, dans l'arrondissement de Sarrebourg et le canton de Réchicourt-le-Château.
Elle fut atteinte  par le chemin de fer en 1852 avec la création d’une gare homonyme, la mise en service dans sa totalité de la ligne Paris - Strasbourg étant l’œuvre de la compagnie de l’Est. En 1864, Avricourt devint une gare d’embranchement par la mise en service de la ligne à voie normale et unique de 18 km rejoignant Dieuze (Meurthe) pour l’exploitation de salines (d’où l’appellation de « ligne des salines »), exploitée par la compagnie de l’Est. En 1870 fut mise en service (jusqu'en 1969) la ligne à voie unique et normale d’Avricourt à Blâmont et à Cirey-sur-Vezouze, exploitée par la compagnie privée ABC (ligne d'Avricourt à Blâmont et à Cirey).
En 1871, lors de l'annexion de l'Alsace-Lorraine à la suite du traité de Francfort signé le 10 mai 1871, la nouvelle frontière devait inclure l'arrondissement de Sarrebourg (Meurthe) dans l'Empire allemand, y compris Avricourt et Igney. La gare d’embranchement et la ligne ferroviaire ABC (en partie) se trouvaient donc en Allemagne. À la suite des doléances françaises, les Allemands acceptèrent, par une convention additionnelle signée à Berlin le 12 octobre 1871, de modifier le tracé de la frontière : l'Allemagne rendait à la France les communes de Raon-lès-Leau (Meurthe) et de Raon-sur-Plaine (Vosges) au pied du Donon en excluant les terres appartenant à l'État, ainsi que la commune d'Igney et la partie d'Avricourt au sud de la voie ferrée. La nouvelle frontière allait donc être fixée sur six kilomètres le long même de la voie ferrée unique ABC et de celle à voie double de Paris - Strasbourg côté Lunéville. Les portions de voies ci-dessus, les installations de la gare d’Avricourt (qui prend le nom d'Igney-Avricourt) redeviennent françaises.
La commune, d'Avricourt (Moselle), fut donc scindée. Le bourg d’Avricourt devint allemand et s'appela Deutsch-Avricourt, nom germanisé en 1915 en Elfringen, la commune d’Igney redevint française.
En échange de la cession des communes, la convention imposait au gouvernement français de financer la construction d’une gare frontalière en territoire allemand, qui fut terminée en 1875 à 1,3 km de la gare française et à 800 m de la nouvelle frontière.
Sauf pour l'Orient-Express créé en 1883, les trains français (Compagnie de l'Est) circulant à gauche en provenance de Lunéville et Nancy avaient pour terminus la gare de Deutsch-Avricourt dont tous les panneaux étaient écrits en allemand en écriture gothique et aucun en français. Les passagers étaient débarqués et aussitôt le train français repartait à vide stationner en gare d'Igney-Avricourt. Les passagers, après avoir franchi les contrôles allemands de police et de douanes, attendaient la mise à quai du train allemand (compagnie Elsass-Lothringen) qui partait en circulation à droite avec signalisation allemande pour Sarrebourg et Strasbourg.
En 1919, lors de la restitution de l'Alsace-Lorraine à la France, cette division fut maintenue en créant deux communes côte-à-côte, une dans chaque département, en Moselle et en Meurthe-et-Moselle. La gare de « Deutsch Avricourt  » est devenue « Nouvel-Avricourt».

## Politique et administration

### Liste des maires
| Période                                  | Période      | Identité                                       | Étiquette | Qualité        |
| ---------------------------------------- | ------------ | ---------------------------------------------- | --------- | -------------- |
| Les données manquantes sont à compléter. |              |                                                |           |                |
| avant 1981                               | ?            | Henri Richard                                  | DVG       |                |
| mars 2001                                | mars 2014    | Gilbert Zieger                                 |           |                |
| mars 2014                                | octobre 2016 | Patrick Houot                                  |           |                |
| novembre 2016                            | En cours     | Denis Lambotte, Réélu pour le mandat 2020-2026 |           | Ancien employé |

### Politique environnementale
Depuis le 1er janvier 2011, Avricourt pratique le tri sélectif.

## Population et société

### Démographie
Les habitants sont nommés les Avricourtois.

L'évolution du nombre d'habitants est connue à travers les recensements de la population effectués dans la commune depuis 1901. Pour les communes de moins de 10 000 habitants, une enquête de recensement portant sur toute la population est réalisée tous les cinq ans, les populations de référence des années intermédiaires étant quant à elles estimées par interpolation ou extrapolation. Pour la commune, le premier recensement exhaustif entrant dans le cadre du nouveau dispositif a été réalisé en 2004.

En 2022, la commune comptait 390 habitants, en évolution de +1,3 % par rapport à 2016 (Meurthe-et-Moselle : −0,13 %, France hors Mayotte : +2,11 %).
| 1901 | 1906 | 1911 | 1921 | 1926 | 1931 | 1936 | 1946 | 1954 |
| ---- | ---- | ---- | ---- | ---- | ---- | ---- | ---- | ---- |
| 735  | 726  | 818  | 368  | 468  | 555  | 481  | 457  | 502  |

| 1962 | 1968 | 1975 | 1982 | 1990 | 1999 | 2004 | 2006 | 2009 |
| ---- | ---- | ---- | ---- | ---- | ---- | ---- | ---- | ---- |
| 573  | 565  | 531  | 543  | 524  | 442  | 444  | 425  | 411  |

| 2014 | 2019 | 2022 | - | - | - | - | - | - |
| ---- | ---- | ---- | - | - | - | - | - | - |
| 385  | 387  | 390  | - | - | - | - | - | - |

## Culture locale et patrimoine

### Lieux et monuments
- Église Saint-Jacques XIXe siècle.
- Monument aux morts.

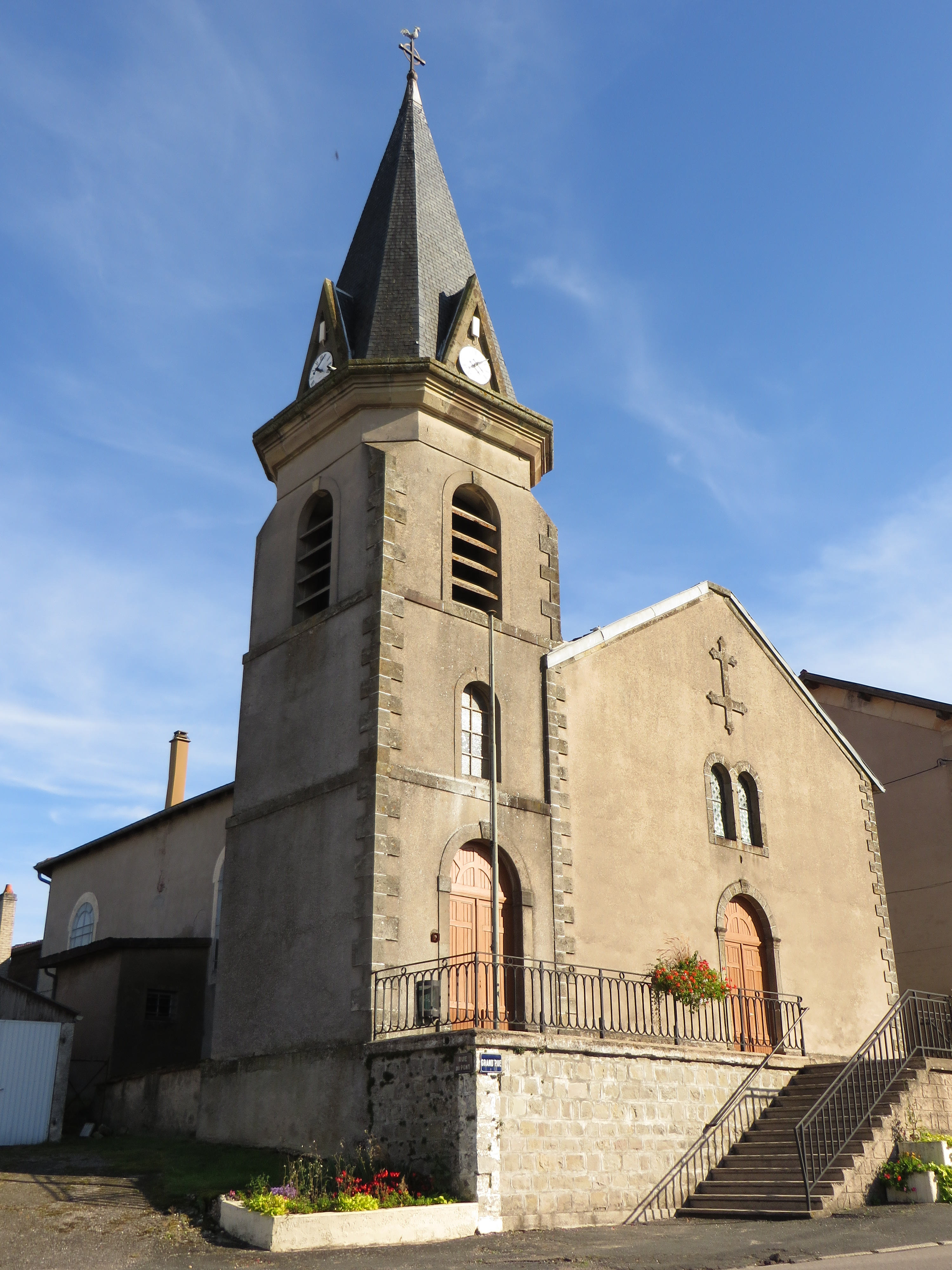
Église Saint-Jacques.
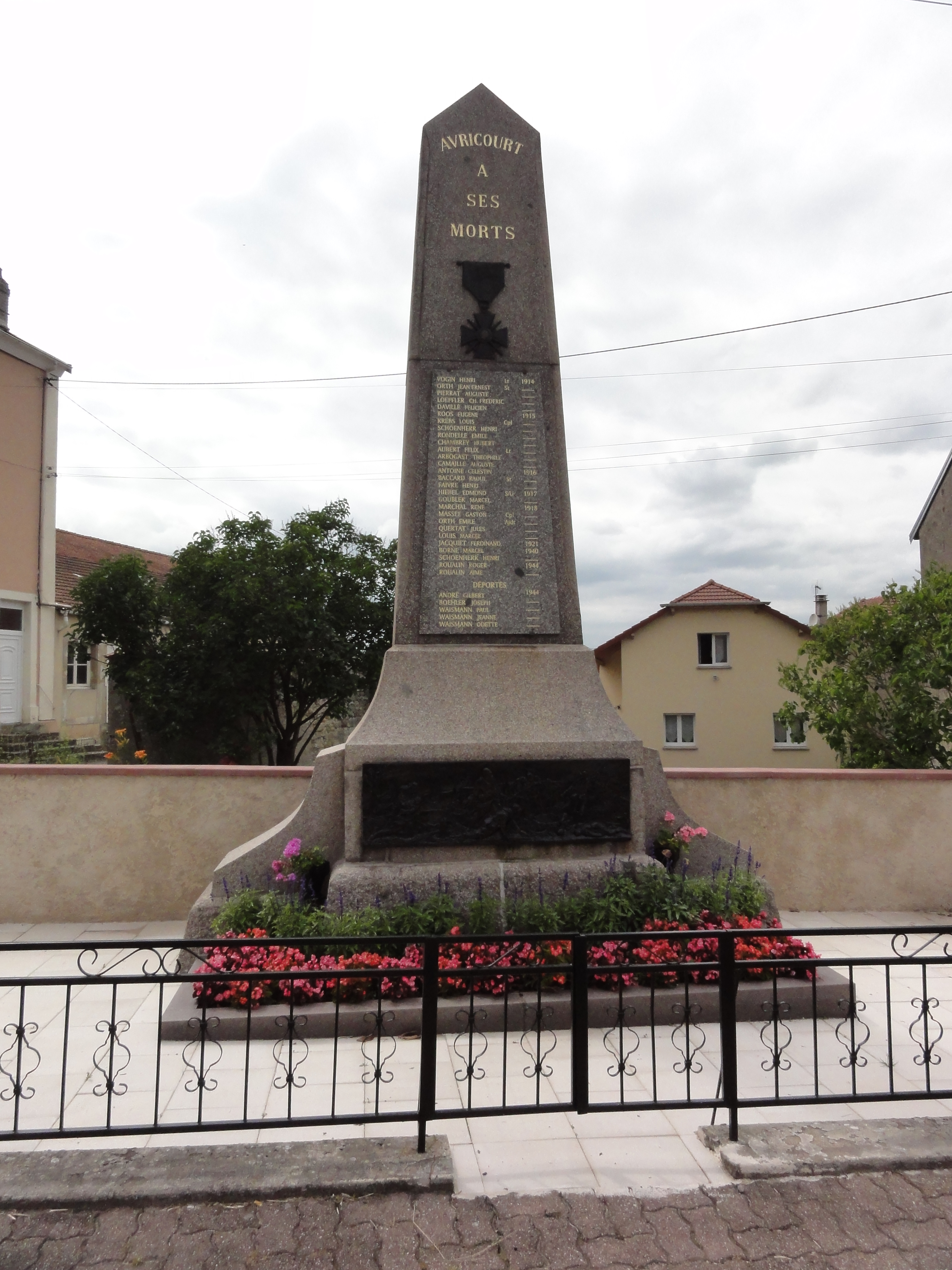

### Personnalités liées à la commune
- Famille Moench, qui fonda la marque Alsa.
- Robert Gassert (1939-2018), footballeur né à Avricourt.
- Matthieu Schneider, footballeur né en 1942 à Avricourt.

### Héraldique, logotype et devise
| Blason de Avricourt | Blason  | De gueules à deux saumons adossés d'argent, surmontés d'une rose de même ; au chef d'or chargé d'un sanglier de sable défendu d'argent. |
| Blason de Avricourt | Détails | Le statut officiel du blason reste à déterminer.                                                                                        |